# Agrio (figlio di Portaone)
Agrio (in greco antico Ἄγριος Àgrios) era un personaggio della mitologia greca, figlio di Portaone ed Eurite e fratello di Oineo, Mela, Alcatoo, Leucopeo e Sterope.
Fu padre di Celeutore, Licopeo, Melanippo, Onchesto, Protoo e Tersite.

## Mitologia
I suoi figli rovesciarono il loro zio Oineo dal trono di Calidone per darlo a lui, ma ne fu poi scacciato ed ucciso da Diomede il quale restituì il trono ad Oineo.

Diomede uccise anche alcuni dei figli di Agrio eccetto Tersite e Onchesto, che riuscirono a fuggire nel Peloponneso da dove poi tesero un agguato ad Oineo in Arcadia e lo uccisero.
Secondo altre fonti lo stesso Agrio scacciato da Diomede si uccise.